# Ngani Laumape

a Compétitions nationales et continentales officielles uniquement.

b Matchs officiels uniquement.
Dernière mise à jour le 27 janvier 2022.
Ngani Laumape, né le 22 avril 1993 à Palmerston North (Nouvelle-Zélande), est un joueur international néo-zélandais de rugby à XV évoluant au poste de centre. Il évolue avec les Kobelco Kobe Steelers. Il a également joué au rugby à XIII entre 2012 et 2015 avec les New Zealand Warriors.

## Carrière

### En club
Ngani Laumape est formé au rugby à XV dans sa ville natale de Palmerston North, dans la province de Manawatu. Il est scolarisé à la Palmerston North Boys' High School (en), où il joue avec l'équipe première de l'établissement dans le championnat lycéen, et se fait déjà remarquer par son talent et sa puissance physique,. Cependant, en 2012, il décide de quitter le rugby à XV pour rejoindre le XIII en rejoignant les New Zealand Warriors. Il évolue dans un premier temps avec l'équipe junior en National Youth Competition pendant une saison, finissant par ailleurs meilleur marqueur de la compétition avec 16 essais inscrits.
Il dispute sa première rencontre professionnelle en NRL le 24 mars 2013 contre les Cronulla Sharks. Lors de ses deux premières saisons au club, il joue régulièrement (au centre et à l'aile) et marque 11 essais (44 points) en 30 matchs disputés. Sa troisième saison est cependant beaucoup plus difficile, car elle est entachée d'une grave blessure au genou qui lui fait rater l'intégralité de la saison.
En juillet 2015, il décide de retourner jouer au rugby à XV et signe avec l'équipe de sa province  natale, les Manawatu Turbos en NPC, et surtout avec la franchise des Hurricanes en Super Rugby, pour les saisons 2016 et 2017 des deux championnats.
Il fait ses débuts en Super Rugby le 26 février 2016 contre les Brumbies, marquant à cette occasion un essai malgré une large défaite de son équipe (52-10). Il effectue une saison 2016 satisfaisante, jouant dix matchs et inscrivant quatre essais, au sein d'une paire de centre en reconstruction après le départ des emblématiques Ma'a Nonu et Conrad Smith,. Il ne dispute toutefois pas les phases finales du championnat, qui voient les Hurricanes être champions pour la première fois de leur histoire.
En août 2016, il fait également ses débuts sous les couleurs de Manawatu en Mitre 10 Cup. Il dispute dix matchs de cette compétition et inscrit sept essais, dont un triplé contre Southland,. Même si la province échoue à se qualifier pour les phases finales, la saison est réussie sur le plan personnel pour Laumape qui termine meilleur marqueur de son équipe, et premier joueur en termes de ballons touchés (86) et défenseurs battus (23).
En 2017, pour sa deuxième saison de Super Rugby, il s'impose comme le titulaire indiscutable au poste de premier centre au sein de sa franchise,. Cependant, cette saison est décevante d'un point de vue collectif, après la défaite en demi-finale contre les Lions. D'un point de vue individuel, il dispute les dix-sept matchs joués par son équipe, et finit meilleur marqueur de la compétition avec quinze essais inscrits, égalant ainsi le record du nombre d'essais inscrits en une saison, codétenu par Rico Gear et Joe Roff. De plus, il est élu par ses coéquipiers "meilleur joueur des Hurricanes de la saison", et il présent dans plusieurs équipes types de la compétition pour plusieurs médias,,. Il prolonge par la suite son contrat avec les Hurricanes et la fédération néo-zélandaise pour deux années supplémentaires.
En 2018, il produit une autre saison de qualité, en marquant onze essais et en étant élu pour la deuxième fois consécutive "meilleur joueur des Hurricanes",.
Lors de la saison 2019 de Super Rugby, il produit à nouveau une bonne saison sur le plan comptable, avec treize essais inscrits en seize rencontres. Il prolonge également son contrat avec les Hurricanes jusqu'en 2021. Plus tard la même année, après n'avoir pas été retenu pour disputer la Coupe du monde avec les All Blacks, il dispute sa première saison complète avec Manawatu depuis 2016, et s'y montre régulièrement à son avantage,.
La saison suivante, il dispute les six premiers matchs comme titulaire, avant que la saison ne soit interrompue, puis annulée à cause de la pandémie de Covid-19,. Il fait son retour sur les terrains en juin 2020 lors du Super Rugby Aotearoa. Il effectue une poignée de performances remarquées dans cette compétition, notamment lors du match contre les Blues le 18 juillet 2020,. Sa saison prend cependant prématurément fin une semaine plus tard, après une blessure au poignet contractée lors d'un match face aux Crusaders,.
Au début de l'année 2021, des rumeurs insistantes parlent de contact avancés entre Laumape et le club français du Stade français Paris, qui souhaitent alors remplacer l'international français Gaël Fickou,. Le transfert est finalement officialisé en mai 2021, et porte sur un contrat de trois saisons,. Le joueur justifie son choix de changer de club en avançant l'argument financier, puisqu'il connaît une importante augmentation de salaire en rejoignant le Top 14, ainsi que le fait qu'il ne soit pas un premier choix en sélection.
Il rejoint le club parisien en juillet 2021, après sa dernière saison aux Hurricanes. Il joue son premier match de championnat le 4 septembre 2021 contre le Racing 92,.

### En équipe nationale
Ngani Laumape joue avec la sélection scolaire néo-zélandaise à XV (en) en 2011,.
Passé à XIII, il est sélectionné avec les Junior Kiwis (en) (équipe de Nouvelle-Zélande de rugby à XIII des moins de 20 ans) en 2013. Il dispute alors le match annuel contre les Junior Kangaroos (en) (Australie à XIII -20 ans).
En 2014, il est retenu dans le groupe élargi de l'équipe de Nouvelle-Zélande à XIII dans le cadre de la préparation au Tournoi des Quatre Nations 2014, mais il sera finalement pas retenu dans le groupe définitif,.
En juin 2017, un an après son retour au rugby à XV, il est sélectionné pour la première fois par Steve Hansen pour évoluer avec les All Blacks dans le cadre de la Tournée des Lions britanniques en Nouvelle-Zélande. Il ne dispute pas le premier match contre les Lions, lui ayant été préféré les expérimentés Sonny Bill Williams et Ryan Crotty, ainsi qu'Anton Lienert-Brown sur le banc. Cela lui permet en revanche de jouer le match de milieu de semaine avec sa franchise des Hurricanes, contre ces mêmes Lions britanniques. Ce match se termine sur un score de parité (31-31), où Laumape s'illustre par un essai inscrit. Cette bonne performance, ainsi que la blessure de Ryan Crotty lui permet d'obtenir sa première sélection internationale avec les All Blacks le 1er juillet 2017, à l’occasion du second test de la série contre les Lions britanniques à Wellington. Remplaçant au début de ce match, il rentre rapidement en jeu après le carton rouge de Sonny Bill Williams, et n'empêche pas la défaite de son équipe. Il connait sa première titularisation la semaine suivante, lors du troisième et dernier test de la tournée qui se termine par un match nul, et il s'illustre notamment par un essai inscrit.
Il est rappelé un mois plus tard pour disputer le Rugby Championship 2017, dont il jouera seulement les deux matchs contre l'Argentine. Dans la continuité de cette compétition, il participe également à la tournée de novembre en Europe, où il dispute uniquement le match de milieu de semaine contre la France,.
En juin 2018, il inscrit son premier triplé au niveau international lors d'un test-match contre l'équipe du Japon à Tokyo. Plus tard dans la saison, il remporte une seconde fois le Rugby Championship, en participant à deux matchs de la compétition.
En 2019, il participe au Rugby Championship 2019, et à la préparation pour la Coupe du monde 2019 au Japon. Cependant, il n'est pas sélectionné pour le mondial, lui étant préféré le plus expérimenté Sonny Bill Williams au poste de premier centre,.
En octobre 2020, il est rappelé en sélection par le nouveau sélectionneur Ian Foster, en remplacement de Braydon Ennor blessé, afin de participer au Tri-nations 2020,. Il dispute les deux derniers matchs de la compétition, que son équipe remporte.
Son départ vers la France en 2021 met un terme, au moins provisoire, à sa carrière internationale, avec un bilan de quinze sélections et huit essais marqués.

## Style de jeu
Ngani Laumape est un centre puissant balle en main, profitant d'un gabarit compact : 1,71 m (5′ 7″) pour une centaine de kilogrammes environ. Il possède donc un centre de gravité très bas, le rendant difficile à mettre au sol,. Cette puissance s'ajoute à une bonne vitesse de pointe, et une capacité à faire jouer ses partenaires après-contact, ce qui en fait une arme offensive de choix.
En 2015, son coéquipier chez les Hurricanes et les All Blacks, Ardie Savea, dit de lui que « il était l'un des rares gars contre qui j'avais peur de jouer [quand j'étais à l'école], il n'avait pas de freins et voulait juste courir tout droit et renverser les joueurs, alors j'espère que nous verrons ça ici ». En juin 2017, un autre coéquipier, Nehe Milner-Skudder, parle de lui comme d'une « boule de démolition » et que « c'est assez facile [de jouer] quand un gars comme lui va percuter en premier attaquant, et fait avancer l'équipe ».
Parmi les limites de son jeu régulièrement citées, on peut évoquer ses difficultés à varier son jeu, et des lacunes techniques au niveau de la passe ou du jeu au pied par rapport à la concurrence en sélection,,.

## Palmarès

### En club et province
- Champion du Super Rugby en 2016 avec les Hurricanes.

### En équipe nationale
- Vainqueur du Rugby Championship en 2017, 2018 et 2020.

### Distinctions personnelles
- Membre de l'équipe type du Super Rugby en 2017[66].

## Statistiques

### En Super Rugby
Ngani Laumape dispute 83 matchs de Super Rugby entre 2016 et 2021, au cours desquels il marque 240 points (48 essais).
| Saison | Équipe     | Compétition  | Matchs | Titularisations | Points | Essais |
| ------ | ---------- | ------------ | ------ | --------------- | ------ | ------ |
| 2016   | Hurricanes | Super Rugby  | 10     | 6               | 20     | 4      |
| 2017   | Hurricanes | Super Rugby  | 17     | 17              | 75     | 15     |
| 2018   | Hurricanes | Super Rugby  | 16     | 16              | 45     | 9      |
| 2019   | Hurricanes | Super Rugby  | 16     | 15              | 65     | 13     |
| 2020   | Hurricanes | 0Super Rugby | 12     | 12              | 15     | 3      |
| 2021   | Hurricanes | 0Super Rugby | 12     | 12              | 20     | 4      |
| Total  | Total      | Total        | 83     | 78              | 240    | 48     |

### En équipe nationale
Au 12 septembre 2021, Ngani Laumape compte 15 capes en équipe de Nouvelle-Zélande, dont sept en tant que titulaire, depuis le 1er juillet 2017 contre les Lions britanniques et irlandais à Wellington. Il inscrit huit essais (40 points). 
Il participe à quatre éditions du Rugby Championship, en 2017, 2018, 2019 et 2020. Il dispute huit rencontres dans cette compétition.